# Xylophanes zurcheri
Xylophanes zurcheri är en fjärilsart som beskrevs av Druce 1894. Xylophanes zurcheri ingår i släktet Xylophanes och familjen svärmare. Inga underarter finns listade i Catalogue of Life.

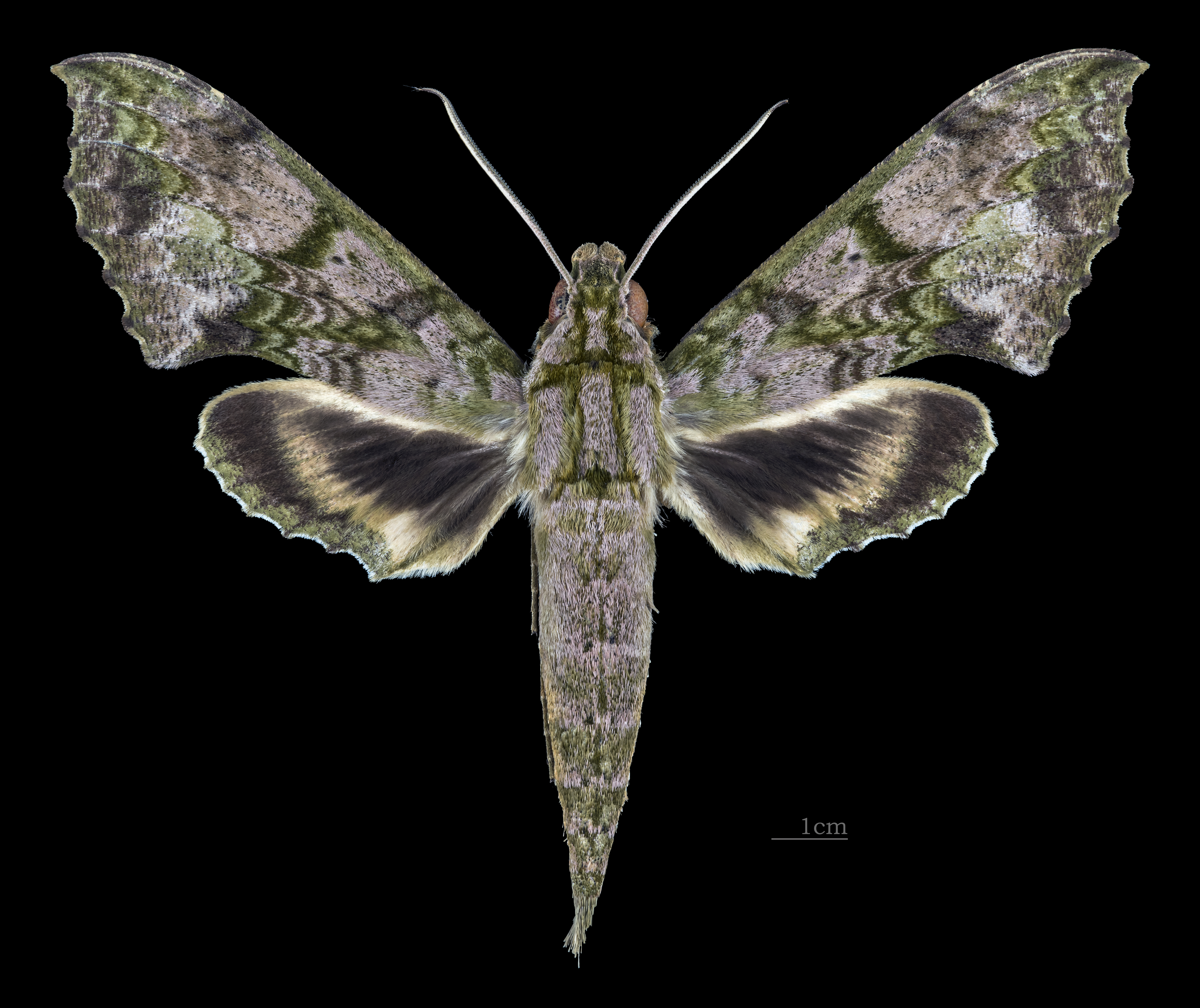
Xylophanes zurcheri ♂
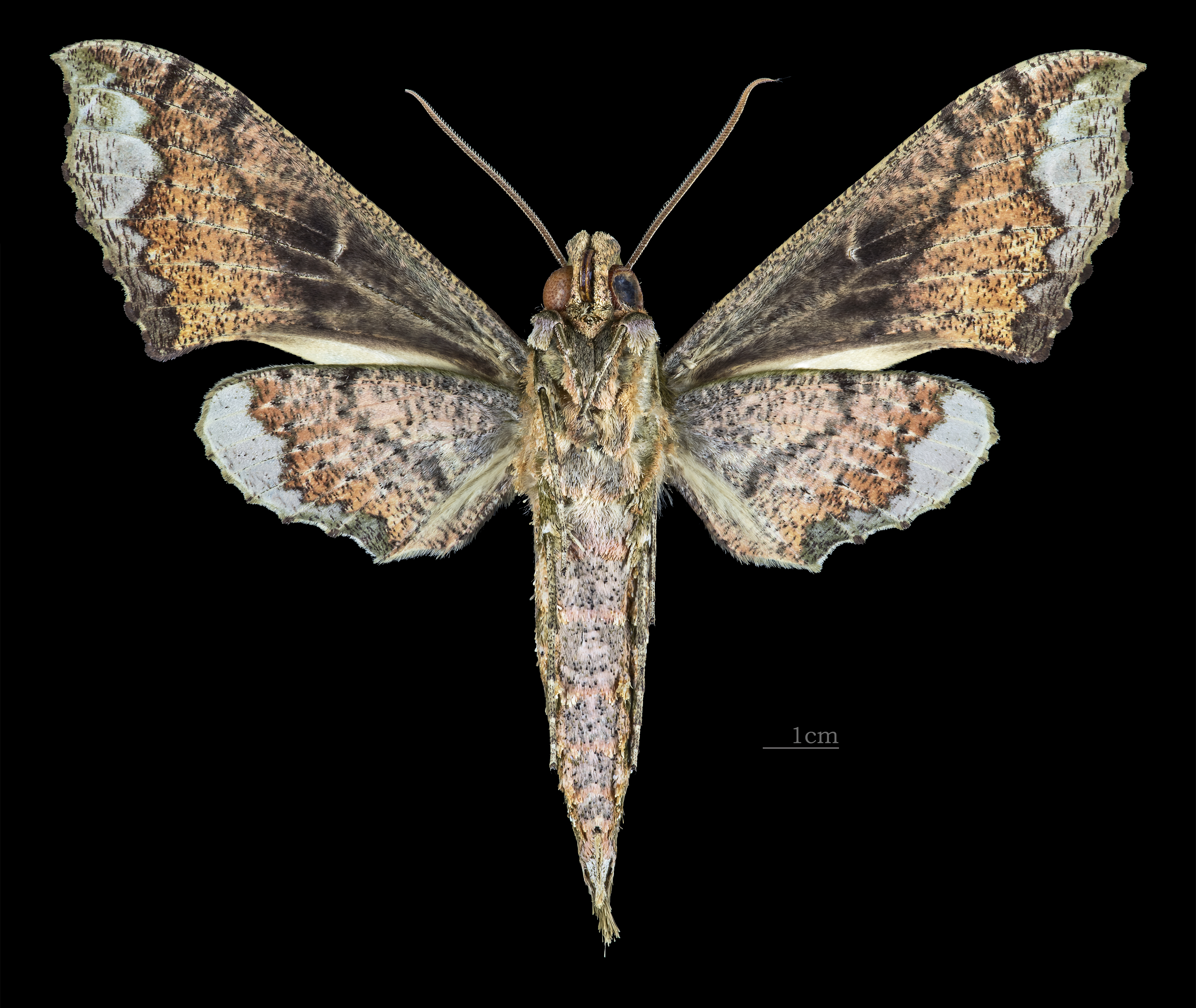
Xylophanes zurcheri ♂   △
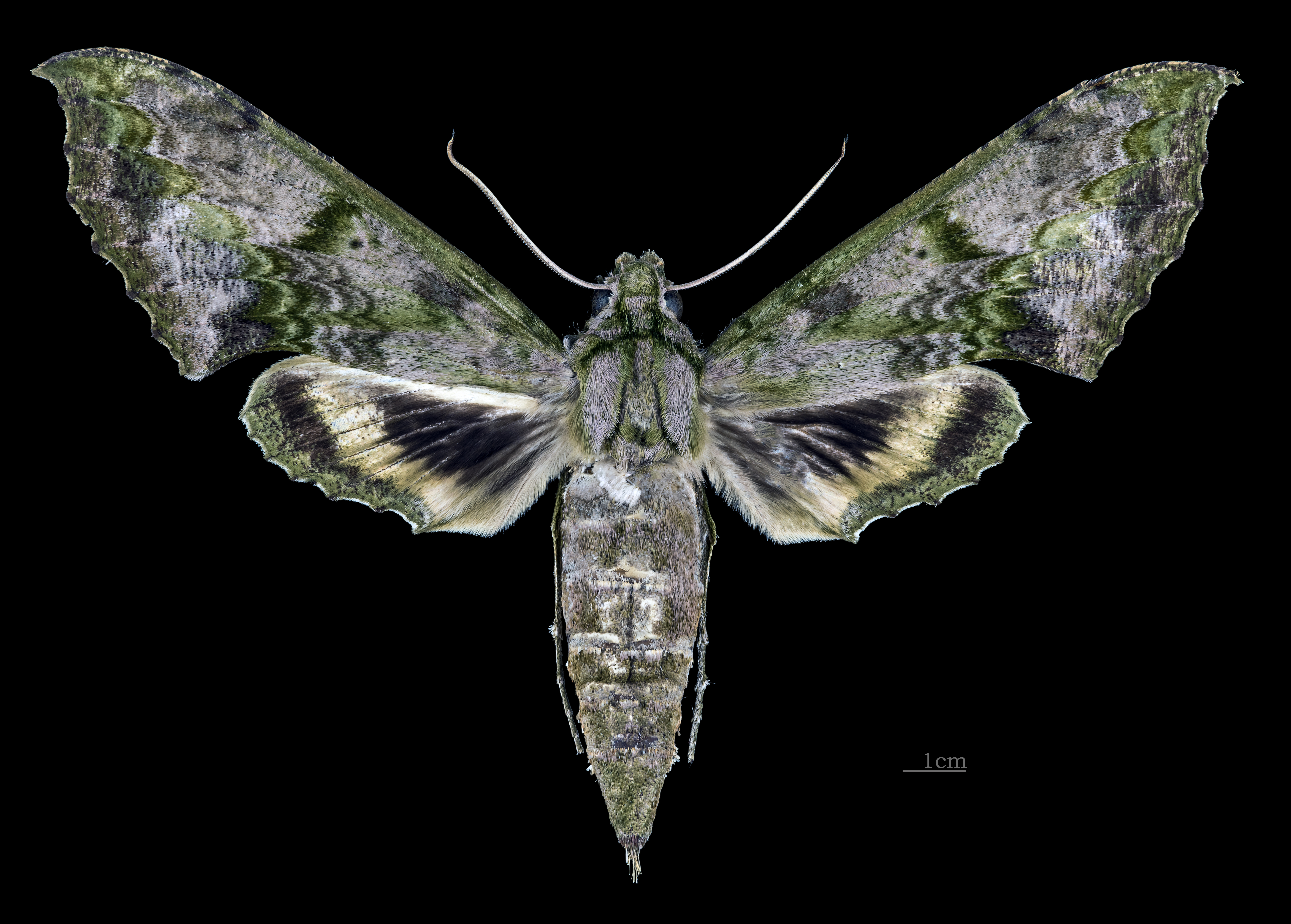
Xylophanes zurcheri  ♀
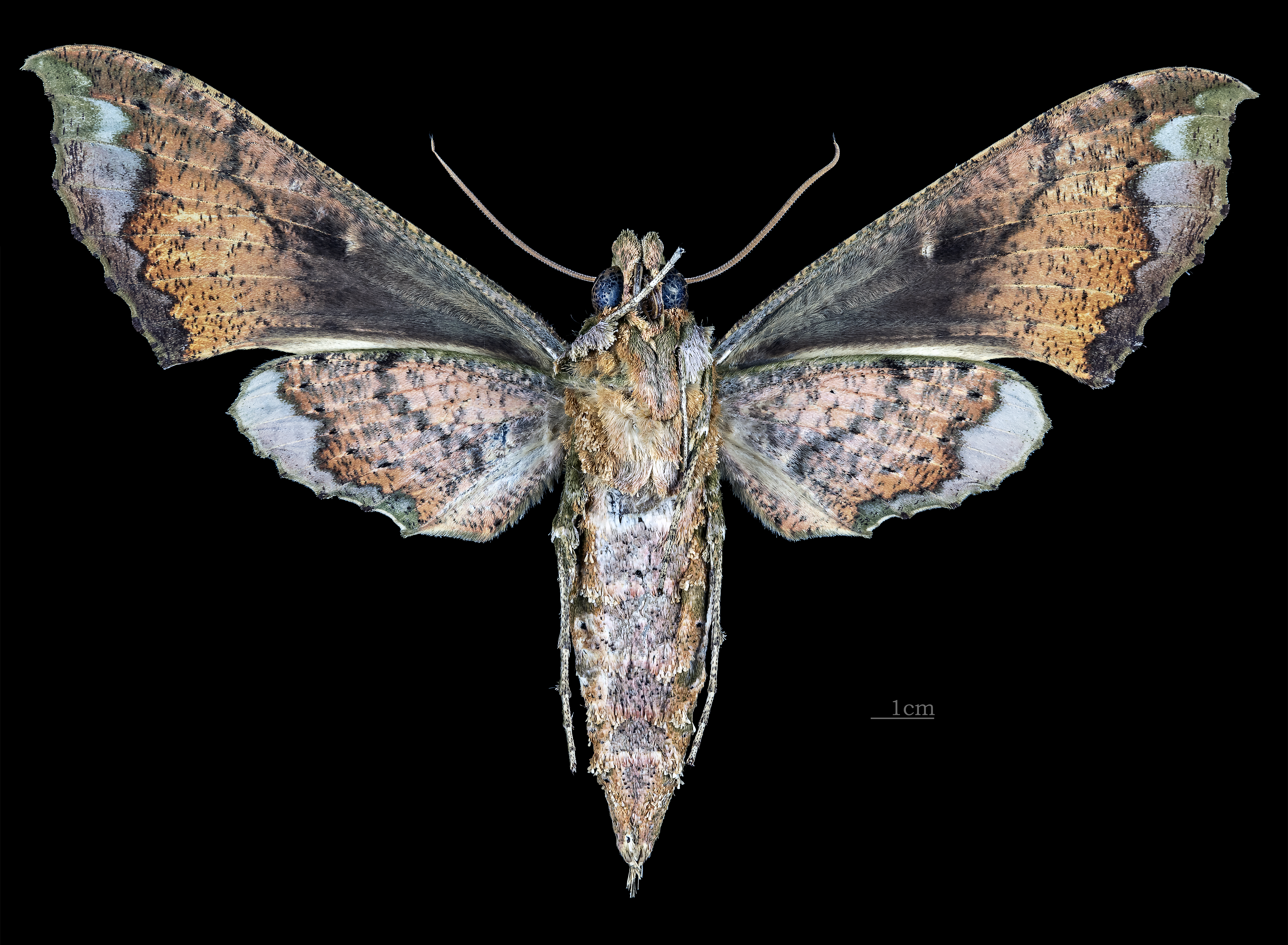
Xylophanes zurcheri   ♀ △